# Desges
Desges is een gemeente in het Franse departement Haute-Loire (regio Auvergne-Rhône-Alpes) en telt 70 inwoners (2009). De plaats maakt deel uit van het arrondissement Brioude.

## Geografie
De oppervlakte van Desges bedraagt 18,5 km², de bevolkingsdichtheid is dus 3,8 inwoners per km².
De onderstaande kaart toont de ligging van Desges met de belangrijkste infrastructuur en aangrenzende gemeenten.

## Demografie
Onderstaande figuur toont het verloop van het inwonertal (bron: INSEE-tellingen).